# Imani de Jong
Imani de Jong, född 28 maj 2002, är en nederländsk simmare.

## Karriär
I juni 2017 vid junior-EM i Netanya var de Jong en del av Nederländernas kapplag som tog silver på 4×100 meter frisim. Följande månad vid European Youth Summer Olympic Festival i Győr tog hon även ett silver på 4×100 meter frisim. I maj 2021 vid EM i Budapest gjorde de Jong sin internationella mästerskapsdebut som senior och slutade på 16:e plats på 400 meter frisim samt på 12:e plats på 800 meter frisim. I november 2021 vid kortbane-EM i Kazan blev hon utslagen i semifinalen på 200 meter frisim samt i försöksheatet på både 400 och 800 meter frisim.
I augusti 2022 vid EM i Rom tävlade de Jong i sju grenar. Individuellt blev hon utslagen i semifinalen på 200 meter frisim samt i försöksheatet på 400, 800 och 1 500 meter frisim. de Jong var också en del av Nederländernas kapplag tillsammans med Silke Holkenborg, Janna van Kooten och Marrit Steenbergen som tog guld på 4×200 meter frisim. Hon var även en del av kapplaget som slutade på femte plats på 4×200 meter mixad frisim samt simmade försöksheatet på 4×100 meter mixad frisim.

## Personliga rekord
Kortbana (25 meter)
| Gren           | Tid      | Datum            | Plats     |
| -------------- | -------- | ---------------- | --------- |
| 100 m frisim   | 54,64    | 21 december 2019 | Tilburg   |
| 200 m frisim   | 1.56,52  | 29 oktober 2022  | Amsterdam |
| 400 m frisim   | 4.05,68  | 2 juli 2022      | Amsterdam |
| 800 m frisim   | 8.28,90  | 3 oktober 2021   | Berlin    |
| 1 500 m frisim | 16.19,04 | 2 juli 2022      | Amsterdam |

Långbana (50 meter)
| Gren           | Tid      | Datum           | Plats      |
| -------------- | -------- | --------------- | ---------- |
| 100 m frisim   | 55,35    | 9 april 2022    | Eindhoven  |
| 200 m frisim   | 1.58,88  | 8 april 2022    | Eindhoven  |
| 400 m frisim   | 4.11,77  | 2 april 2022    | Heidelberg |
| 800 m frisim   | 8.40,48  | 11 augusti 2022 | Rom        |
| 1 500 m frisim | 16.40,11 | 14 augusti 2022 | Rom        |